# Blepharella carbonata
Blepharella carbonata är en tvåvingeart som beskrevs av Louis-Paul Mesnil 1952. Blepharella carbonata ingår i släktet Blepharella och familjen parasitflugor.
Artens utbredningsområde är Kongo. Inga underarter finns listade i Catalogue of Life.